# Клеона (митологија)
Клеона је у грчкој митологији била нимфа.

## Митологија
Била је нимфа Најада са извора или фонтана града Клеоне на Пелопонезу, који је према Паусанији и Диодору добио назив по њој. Била је кћерка Асопа и Метопе. О њој је писао и Аполодор.